# Беседа (картина Гогена)
«Беседа» («Сплетни», или «Слова, слова») (таит. Les Parau parau, фр. Conversation, ou les Potin, ou les Paroles, paroles) — картина французского художника Поля Гогена из собрания Государственного Эрмитажа.
На картине изображены шесть беседующих женщин, сидящих в кружок на земле. Слева внизу название картины на таитянском языке, подпись художника и дата: Les Parau Parau — PGauguin 91.
Картина написана в 1891 году на Таити и явилась первой в ряду последующих работ Гогена на этот сюжет. Известны его работы «Ранний вечер (Taperaa mahana)» из Эрмитажа и «Слова, сказанные шёпотом (Parau Parau)» из Художественной галереи Йельского университета (обе написаны в 1892 году).
8 декабря 1892 года Гоген одну из этих трёх картин отослал жене в Копенгаген, чтобы та показала её на выставке. В сопроводительном письме он особо отметил: «Я хочу, чтобы в каталоге были те названия, какие даны на картинах: язык этот странный, он имеет много значений». В письме Д. де Монфреду он даёт расширенное название картины: «I. Parau Parau (Conversation ou les Potin» («Беседа, или Сплетни»). В каталоге выставки 1893 года значится картина под названием «Parau Parau», однако невозможно точно сказать, какая именно картина была там представлена, эрмитажная или йельская. А. Г. Барская считает, что там скорее всего находилась картина из Эрмитажа, поскольку она имеет очень близкие размеры с другими посланными на выставку картинами, а это облегчало упаковку и пересылку картин с Таити в Европу.
После присылки в Европу картина некоторое время оставалась в собственности жены художника Метте Гоген. 18 февраля 1895 года она была выставлена на распродаже картин Гогена в парижском аукционном доме «Отель Друо», деньги с которой шли на финансирование новой поездки Гогена на Таити. На распродаже она вновь числилась как «Parau Parau» и сейчас невозможно выяснить, какой из двух вариантов был там выставлен. Эрмитажная версия в том же 1895 году числилась на хранении у друга Гогена торговца картинами Жоржа Шоде; после смерти Шоде в 1899 году она выставлялась в галерее Амбруаза Воллара; затем находилась в галерее Поля Дюран-Рюэля, где была куплена в частное парижское собрание и далее вновь выставлена у Воллара. 4 мая 1907 года эту картину вместе с «Пейзажем с павлинами» приобрёл московский промышленник и коллекционер И. А. Морозов, покупка обошлась ему в 15000 франков.
После Октябрьской революции собрание Морозова было национализировано, и с 1923 года картина находилась в Государственном музее нового западного искусства. В 1948 году, после упразднения ГМНЗИ, картина была передана в Государственный Эрмитаж. С конца 2014 года выставляется на четвёртом этаже здания Главного штаба, зал 412.
В коллекции департамента графики Лувра хранится рукопись книги Поля Гогена «Ноа Ноа», на листе 173 этой рукописи имеется акварельный рисунок женских типов Таити; две верхние фигуры с этого рисунка являются натурными набросками для картины. 

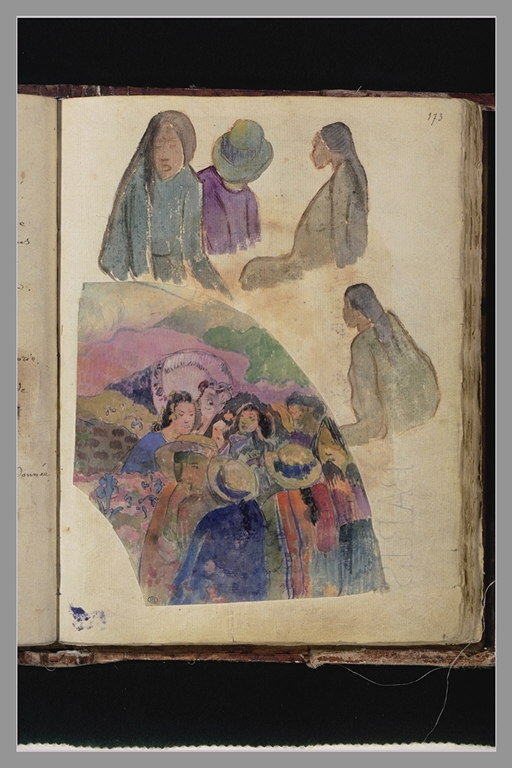
«Полинезийские женщины». Страница из рукописи «Ноа Ноа». Лувр
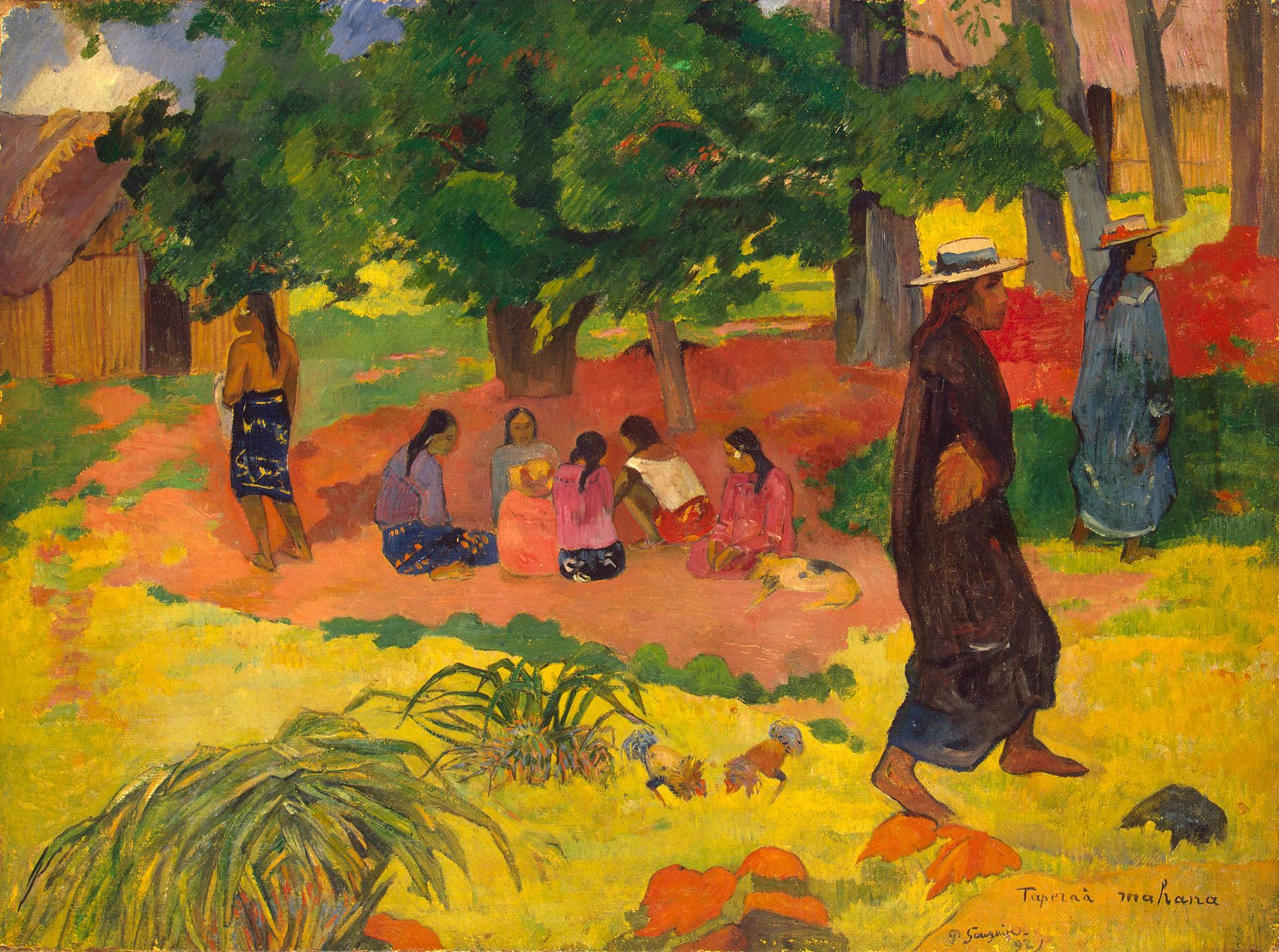
«Ранний вечер (Taperaa mahana)». Эрмитаж
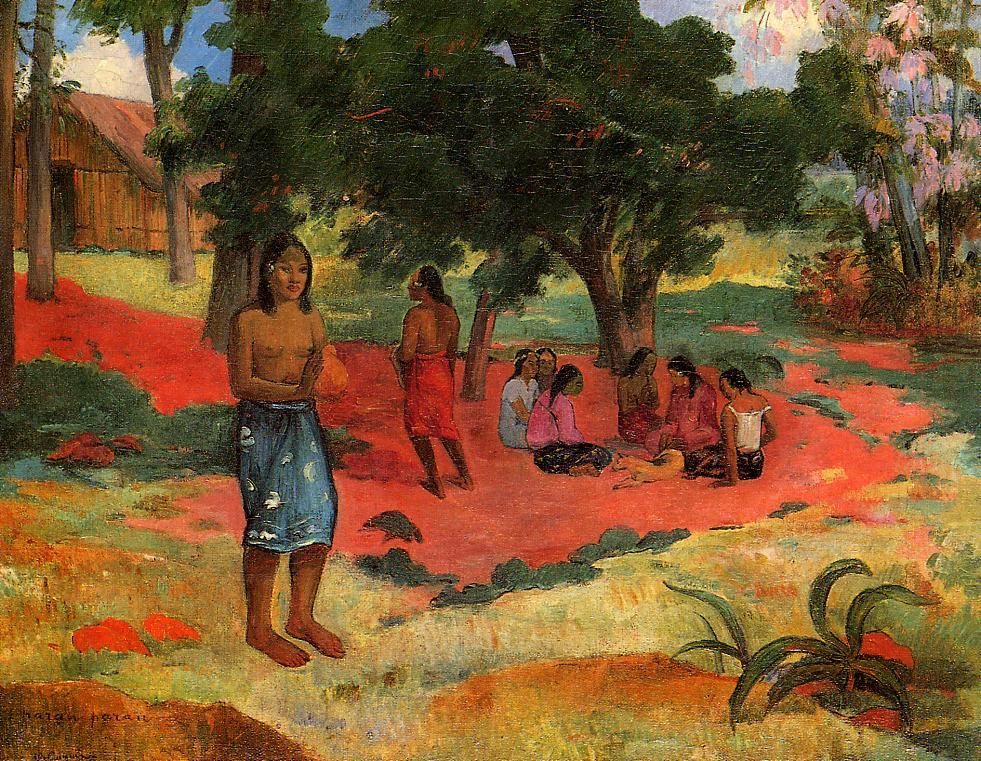
«Слова, сказанные шёпотом (Parau Parau)». Художественная галерея Йельского университета

Главный научный сотрудник отдела западноевропейского искусства Эрмитажа доктор искусствоведения А. Г. Костеневич, сравнивая обе эрмитажные версии сюжета беседующих женщин, отмечал:

«Taperaa mahana» — одно из наиболее экзотических полотен Гогена, и оно не избежало некоторой пестроты. Близкая по мотиву картина «Les Parau Parau» значительно более гармонична. Здесь красками таитянских одежд выстроена тонко модулированная, поистине музыкальная гамма. Каждая фигура обрисована чистым, мягким абрисом. Контуры персонажей перекликаются, как прутья одной корзины, взаимодействуя ещё с линиями ландшафта. <…> Линия горизонта поднята так высоко, что плоскость земли, на которой сидят таитянки, почти готова совместиться с плоскостью холста. Это очень важно для Гогена, не любившего «распылять» краски и предпочитавшего давать их целостными массивами. 